# 陳文章
陈文章（發音：[t͡ɕən˨˩ van˧˧ t͡ɕɨəŋ˧˧]；1898年6月2日—1986年7月26日），越南律师、外交官。是越南共和國第一夫人陳麗春的父亲，曾任驻美大使。